# Глухово (Костромская область)
Глу́хово — деревня в составе Дмитриевского сельского поселения Галичского района Костромской области России.

## География
Деревня расположена на берегу речки Шокша или Чёрная.

## История
Согласно Спискам населённых мест Российской империи в 1872 году деревня относилась к 2 стану Галичского уезда Костромской губернии. В ней числилось 3 двора, проживало 9 мужчин и 9 женщин.
Согласно переписи населения 1897 года в деревне проживало 24 человека (14 мужчин и 10 женщин).
Согласно Списку населённых мест Костромской губернии в 1907 году деревня относилась к Свиньинской волости Галичского уезда Костромской губернии. По сведениям волостного правления за 1907 год в ней числилось 5 крестьянских дворов и 23 жителя. Основным занятием жителей деревни был малярный промысел.
До муниципальной реформы 2010 года деревня входила в состав Красильниковского сельского поселения.
| 2008 | 2010 | 2012 | 2014 |
| ---- | ---- | ---- | ---- |
| 35   | ↘24  | ↗34  | ↘30  |